# Wittelsbacherplatz (München)
Der Wittelsbacherplatz ist ein Platz im Münchner Stadtbezirk Maxvorstadt, westlich des Odeonsplatzes. Er wurde im Zuge der Anlage der Brienner Straße errichtet. 1827 erhielt der Platz den Namen des bayerischen Königshauses der Wittelsbacher, eines der ältesten Hochadelsgeschlechter Deutschlands.

## Beschreibung
Das Reiterstandbild für Kurfürst Maximilian I. von Bayern (Figur: Bertel Thorvaldsen, Sockel: Leo von Klenze, Guss: Johann Baptist Stiglmaier, 1830–1839) beherrscht die Mitte des rechteckigen Platzes. An der Ostseite des Platzes stehen ein klassizistisches Geschäftshaus und das vormalige Odeon (heute Bayerisches Innenministerium), die Westseite wird vom Palais Arco-Zinneberg dominiert, das Klenze 1824/25 errichtete. Im Norden des Platzes befindet sich das Palais Ludwig Ferdinand (nachmaliges Palais Alfons), 1825 ebenfalls von Klenze als eigenes Wohnhaus errichtet. Es beherbergt heute die Leitung des Siemens-Konzerns. 
Nordöstlich am Durchgang zum Odeonsplatz befindet sich das Palais Leuchtenberg, in dem einst Eugène de Beauharnais residierte (heute Bayerisches Finanzministerium). Südwestlich des Platzes liegt der einstmals prächtige Luitpold-Block mit dem Café Luitpold, das nach den Zerstörungen des Zweiten Weltkrieges nur vereinfacht wiedererrichtet wurde. 
Seit 2015 beeinträchtigt der Neubau der Siemens-Konzernzentrale nach einem Konzept von Henning Larsen die Nordseite des Platzes erheblich: Der westliche Seitenflügel des nun weiß gestrichenen Palais Ludwig Ferdinand wurde abgerissen, so dass der um ein Stockwerk höhere und deutlich sichtbare Neubau dem klassizistisch geschlossenen Gesamteindruck des Platzes ein Ende machte.